# Xiphophorus nigrensis
Xiphophorus nigrensis és una espècie de peix de la família dels pecílids i de l'ordre dels ciprinodontiformes.

## Morfologia
Tant els mascles com les femelles poden assolir els 6 cm de longitud total.

## Distribució geogràfica
Es troba a Amèrica: Mèxic (San Luis Potosí).